# Edsvik

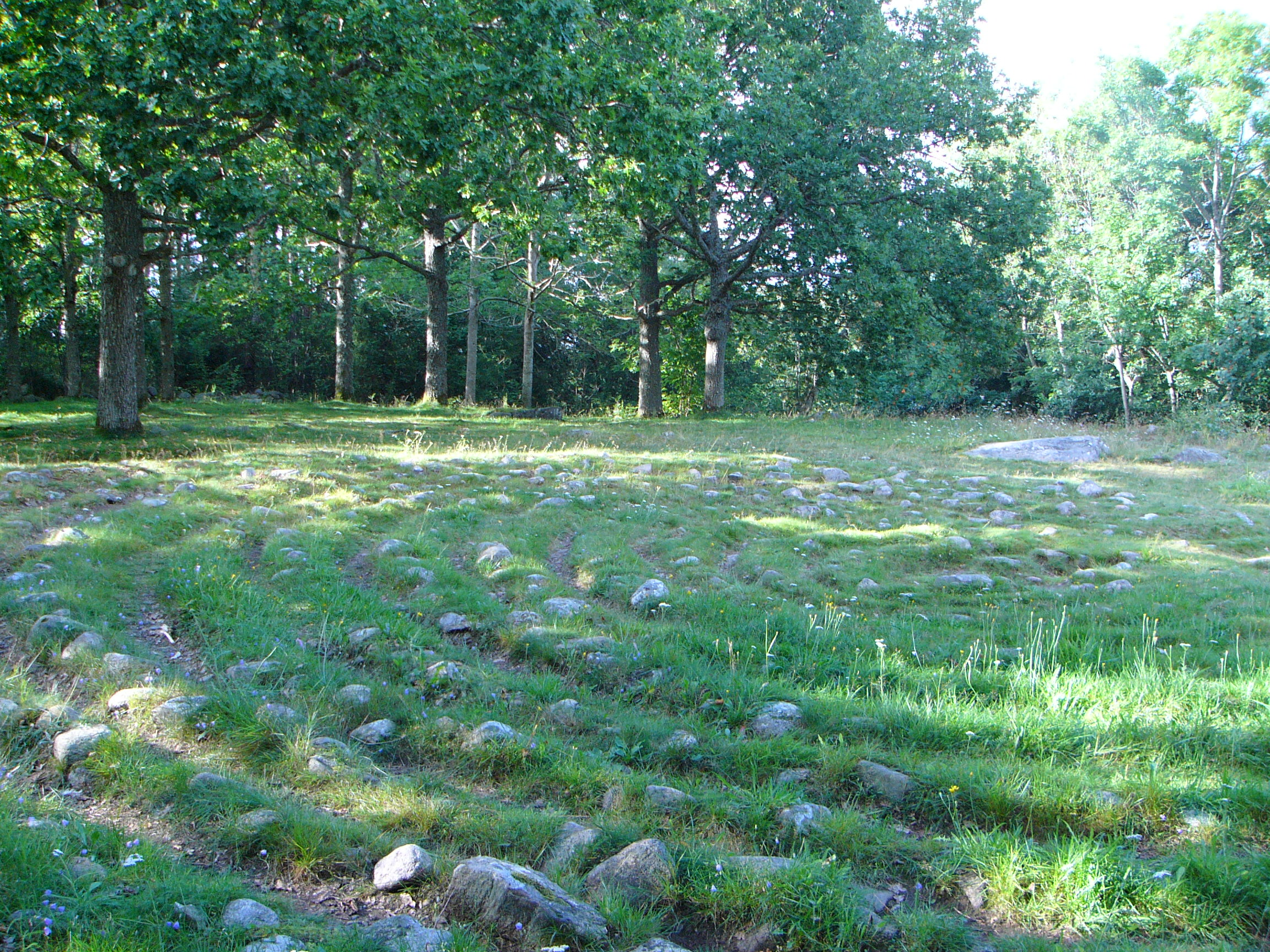
Labyrinten vid Ulmekärr.

Edsvik är en ort  i Tanums socken i Tanums kommun i Bohuslän och Västra Götalands län. SCB klassade fram till 2015 bebyggelsen i Ulmekärr och (södra och norra) som en småort med namnet Edsvik och Ulmekärr. Sedan 2015 räknas området som en del i tätorten Grebbestad.
Edsvik ligger på den flacka landtunga som skiljer Edsviken och Sannäsfjorden åt. Två trålare har sin hemmahamn här. I anslutning till orten finns en större campingplats.
Strax söder om Edsvik ligger ett fornminne i form av en labyrint uppbyggd av små stenar. Den är en av de bäst bevarade i Sverige.

## Etymologi
På mål kallas orten omväxlande Essvige eller Issvige.
Kilen utanför Edsvik, Edsviken, har givit namn åt orten. Tidigare har viken även kallats Edtz wijkan (1714), Isviken (1843). Namnet innehåller ed, det fonnordiska ordet för ”mellan två farbara vatten belägen landtunga”. Is i Isvigen från 1843 är ett omvandlat eds.